# کاظم‌آباد (رباط‌کریم)
کاظم‌آباد، روستایی از توابع بخش مرکزی شهرستان رباط‌کریم در استان تهران است.

## جمعیت
این روستا در دهستان امامزاده ابوطالب قرار دارد و براساس سرشماری مرکز آمار ایران در سال ۱۳۸۵، جمعیت آن ۱٬۲۰۶ نفر (۲۹۴خانوار) بوده‌است.